# Marcelin (Jarosławiec)
Marcelin (Marcelino) – przysiółek osady Jarosławiec w Polsce, położony w województwie wielkopolskim, w powiecie średzkim, w gminie Środa Wielkopolska. Wchodzi w skład sołectwa Jarosławiec.
W latach 1975–1998 przysiółek należał administracyjnie do województwa poznańskiego.